# Magnetska anomalija
Magnetska anomalija, povećanje intenziteta Zemljina magnetskog polja na nekom području, koje je znatno veće od onoga što normalno odgovara zemljopisnoj širini tog područja. 
Veličina Zemljina magnetskog polja raste od ekvatora k polovima (sjeverno od ekvatora su pozitivnog, a južno negativnog predznaka). Zbog tog normalnoga prirasta Zemljina magnetskog polja, izmjereni podatci moraju se korigirati. Mjerene veličine korigirane za spomenuti normalni prirast magnetskog polja nazivaju se magnetske anomalije. 
Uzročnici magnetskih anomalija su magnetični minerali i stijene koje se nalaze plitko ispod površine, a to mogu biti magmatske stijene, magnetične rude željeza i sedimentne stijene koje sadrže magnetit. Veličina i oblik anomalije ovise o veličini i obliku zona izgrađenih od magnetičnih stijena te o sposobnosti materijala za stvaranje lokalne magnetizacije. 